# Jordkryptolav
Jordkryptolav (Absconditella trivialis) är en lavart som först beskrevs av Willey ex Tuck., och fick sitt nu gällande namn av Vezda. Jordkryptolav ingår i släktet Absconditella och familjen Stictidaceae.  Arten är reproducerande i Sverige. Inga underarter finns listade i Catalogue of Life.